# Peter Bieber
Peter Bieber, französisch Pierre Bieber, (* 17. Juli 1905 in Thann; † 4. Februar 1992 in Straßburg) war ein elsässischer Jurist und Publizist.

## Leben
Bieber war der Sohn eines aus dem Krummen Elsass stammenden Postbeamten. Im Jahre 1911 zog er mit seinen Eltern nach Straßburg. Von 1923 bis 1926 studierte er an der Universität Straßburg Rechtswissenschaften. Er wurde Mitglied der Verbindung Argentina zu Straßburg im Wingolfsbund. Ab 1930 war er in Straßburg als Rechtsanwalt zugelassen. 1934 wurde er Sozius von Hermann Bickler und Führungskraft in der Jungmannschaft.
Im Herbst 1939 wurde er, nachdem er zunächst seinen Sozius Hermann Bickler verteidigt hatte, selbst wegen Verbrechen gegen die Staatssicherheit vor das Militärgericht in Nancy gestellt. Nach dem Waffenstillstand freigelassen, unterschrieb er am 17. Juli 1940, gemeinsam mit der Gruppe der Nanziger, das von Robert Ernst vorbereitete Manifeste des Trois Épis.
1940 wurde er von Karl Maurer, der wie Bickler und Bieber Mitglied der Verbindung Argentina war, in den Vertrauensrat berufen, ein Gremium, das diesen bei der Leitung der Kirche Augsburgischen Bekenntnisses unterstützen sollte. Im gleichen Jahr wurde er an das Oberlandesgericht Karlsruhe zur Betreuung elsässischer Angelegenheiten berufen. 1941 wurde er Vizepräsident des Landgerichtes Straßburg. Bieber galt als „Vorkämper des deutschen Gedankens im Elsaß“
Am 30. Januar 1942 wurde er zum Stadtrat von Straßburg ernannt und im Juni 1942 zur Wehrmacht eingezogen, wo er als Mitglied der Gruppe der Nanziger wie ein deutscher Staatsbürger eingegliedert wurde.
Nach dem Zweiten Weltkrieg wurde er im Prozess gegen die Nanziger am 29. August 1947 durch den Gerichtshof zu Straßburg zu 15 Jahren Zwangsarbeit verurteilt, 1952 aber freigelassen. Er war danach im Vorstand eines Wirtschaftsunternehmens tätig.

## Veröffentlichungen
- Die Geschichte von Elsass-Lothringen. 2. Auflage. Neuer Elsässer-Verlag, Straßburg 1935.
- Eine Lützelsteiner Amtsrechnung erzählt. In: Elsaß-Land 16, 1936, S. 85–88.
- Die Geschichte des Elsaß. Neue erweiterte Auflage. Hünenburg-Verlag, Straßburg 1941.